# Etna Teresita Pascacio Montijo
Etna Teresita Pascacio Montijo (Ciudad de México, 1 de octubre, 1979) es una lingüista mexicana. Sus líneas de investigación se han enfocado en análisis fonológico, morfológico y reconstrucción histórica de lenguas indígenas mexicanas especialmente en bot'una (matlatzinca) una de las lenguas en alto riesgo de desaparición en México. En 2009 su tesis de licenciatura fue reconocida con el premio "Noemí Quezada" a las mejores tesis sobre pueblos Otopames.
En sus publicaciones se destacan el artículo sobre pronombres en matlatzinca, derivado de su tesis de maestría: “Pronombres personales independientes del proto-atzinca. Reconstrucción morfológica” y la publicación del Diccionario de Castro (1557) y Vocabulario español-matlatzinca de Roberto Escalante y Marciano Hernández (circa 1973).
Estudió maestría y doctorado en Estudios Mesoamericanos del Instituto de Investigaciones Filológicas-UNAM. 

## Publicaciones
- "Las lenguas atzincas: identificación, clasificación, diversificación y contacto lingüístico". En: Barriga, Rebeca y Pedro Martín Butragueño (Coords.). Historia sociolingüística de México. México: El Colegio de México, A.C. Vol. 4-5.

- Vocabulario castellano-matlatzinca de Fray Andrés de Castro (1557) y vocabulario español-matlatzinca de Roberto Escalante y Marciano Hernández (Circa 1973). En: Yolanda Lastra, Etna Pascacio y Leopoldo Valiñas (editores). México: Instituto de Investigaciones Antropológicas, Universidad Autónoma de México.
- El registro de fray Diego Basalenque (1640): notas en torno a la toponimia matlatzinca y purépecha”. En: Memorias del XVI Coloquio Internacional sobre Otopames en homenaje a Beatriz Oliver y Leonardo Manrique.
- "Formación de un corpus lingüístico a partir del vocabulario castellano-matlatzinca de fray Andrés de Castro (1557)". En: Debates en torno a la lingüística histórica indomexicana (título tentativo). México: Instituto de Investigaciones Antropológicas, Universidad Nacional Autónoma de México.

- "Reconstrucción morfológica y fonológica de los pronombres personales independientes del proto-atzinca". En Pozas, Julia y Violeta Vázquez (eds.). Cuadernos de Lingüística de El Colegio de México, 2. México: El Colegio de México, pp: 239 - 285. Publicación electrónica: http://cuadernoslinguistica.colmex.mx/index.php/cl/article/view/19.
- coautora en Castilleja et, al. (coord.) “La constitución de patrimonio a partir del territorio y de las condiciones de la producción de la diversidad biocultural. Un estudio en tres zonas indígenas de Michoacán”, en Eckart Boege (Coord) Etnografía del Patrimonio Biocultural de los Pueblos indígenas de México, Colección Los pueblos indígenas de México, Serie Ensayos, Instituto Nacional de Antropología e Historia.

- “Notas lingüísticas sobre las lenguas atzincas”. En: Estudios de cultura otopame 7. México: Universidad Nacional Autónoma de México Instituto de Investigaciones Antropológicas.

- “Toponimia matlatzinca” en Velia Ordaz (coord.) Regiones 15, Otoño 2005, pp: 25-35. México, Centro de Investigación en Ciencias Sociales de la Universidad de Guanajuato.[5]